# Król się bawi

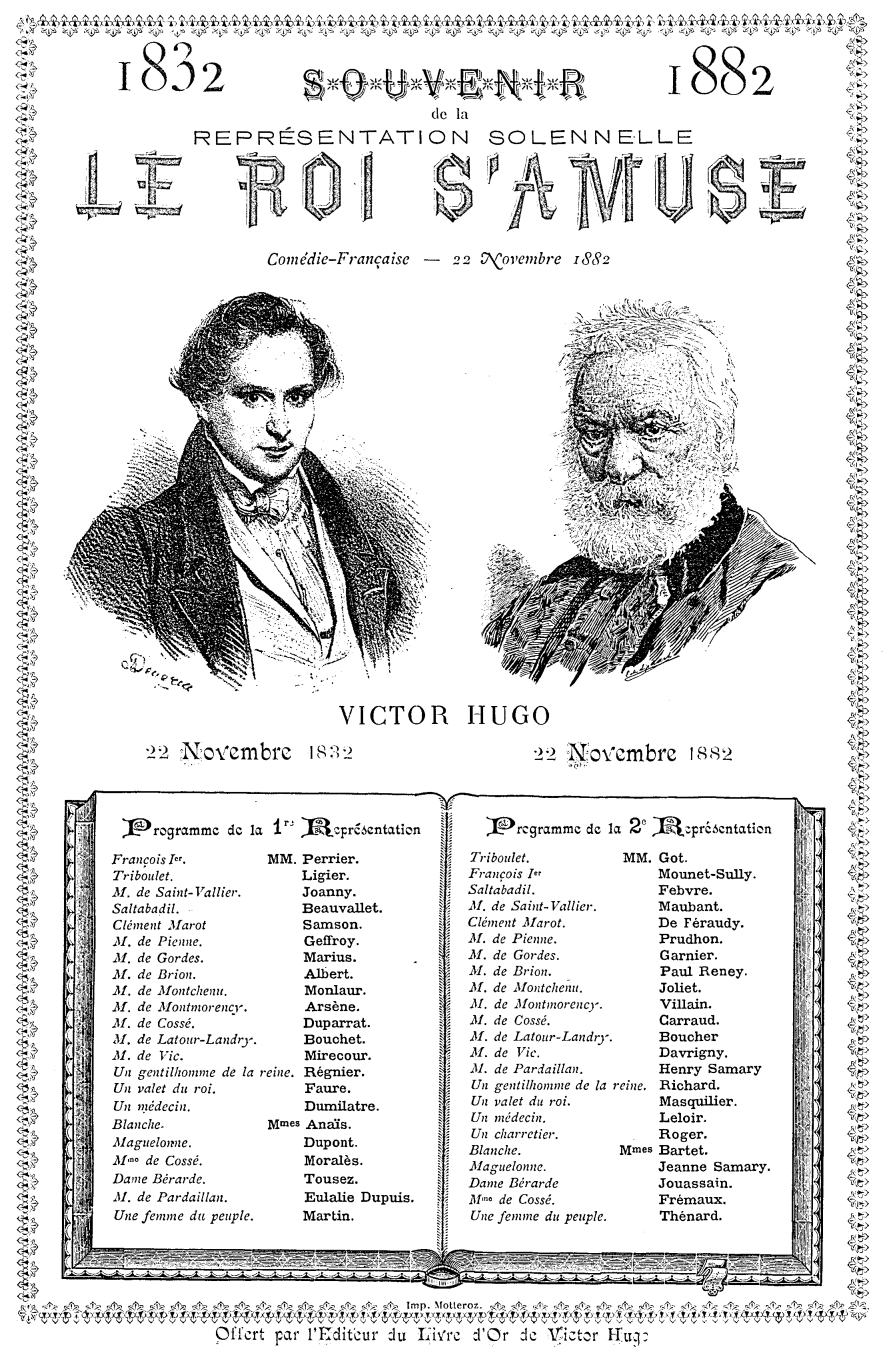
Afisz wydany z okazji pierwszego wystawienia dramatu Król się bawi od czasu jego zakazania przez ministerstwo spraw wewnętrznych

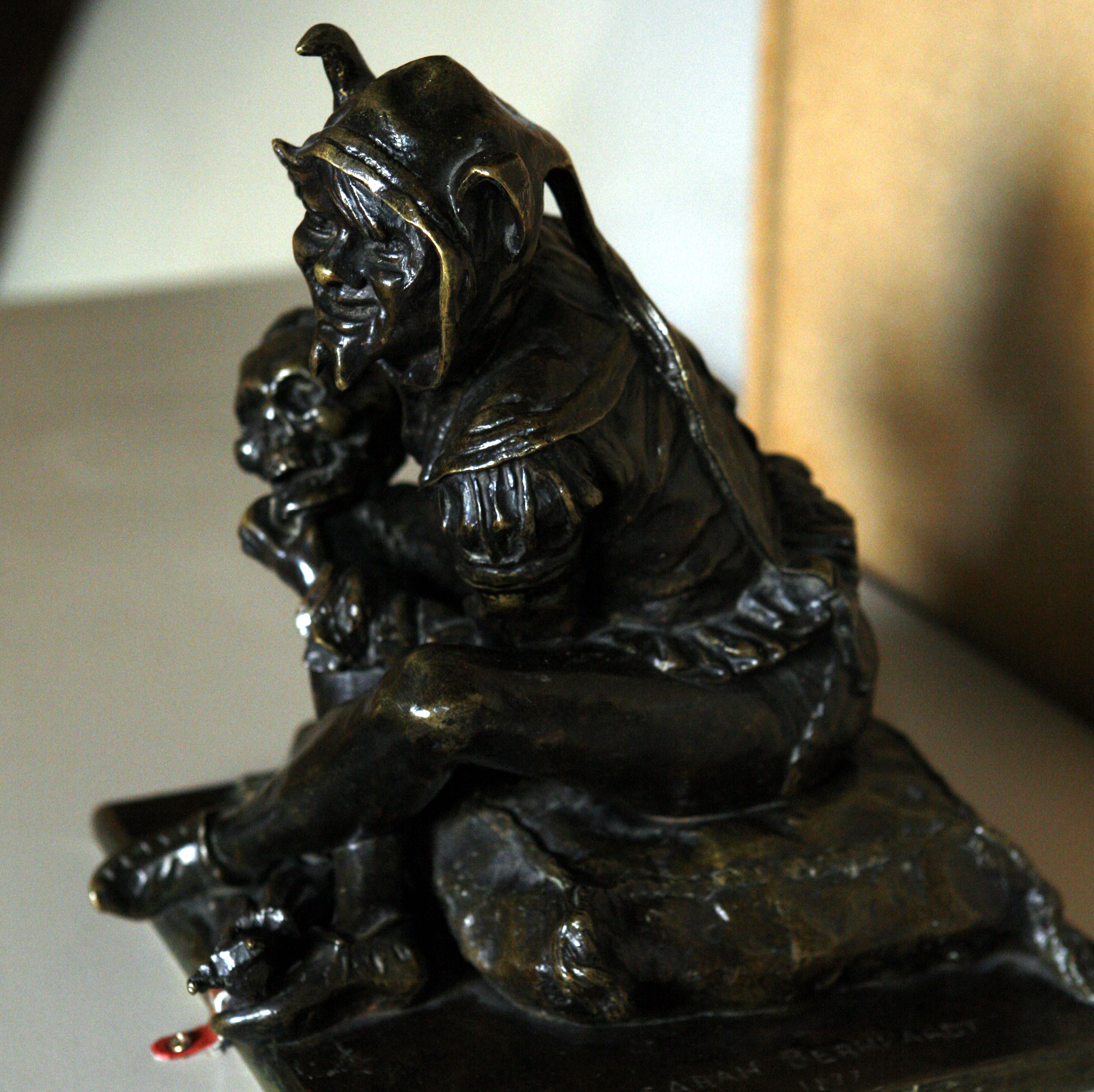
Trybulet, figurka wykonana przez Sarah Bernhardt

Król się bawi (fr. Le Roi s'amuse) – dramat Wiktora Hugo z 1832, pierwsze dzieło literackie zakazane przez cenzurę po rewolucji lipcowej. Na jego podstawie Giuseppe Verdi napisał operę Rigoletto.

## Treść
Akcja utworu rozgrywa się na dworze francuskiego króla Franciszka I. Monarcha jest utracjuszem i kobieciarzem, stale poszukującym nowych przygód miłosnych. Nową kochankę upatrzył sobie w pięknej hrabinie de Cossé, nadworny błazen Trybulet zachęca go, by zdobył kobietę zabijając jej męża. Nagle pojawia się ojciec uwiedzionej wcześniej przez króla Diany de Poitiers, hrabia Saint-Vallier, by domagać się od Franciszka I zadośćuczynienia. Król i Trybulet wyśmiewają go, wówczas arystokrata rzuca na obydwu klątwę. Błazen wycofuje się przerażony.
Wracając do domu, Trybulet nie może zapomnieć o klątwie. Spotyka na ulicy nieznajomego, który przedstawia mu się jako płatny morderca Saltabadil i proponuje swoje usługi. Błazen nie chce jednak z nich korzystać, po czym udaje się do domu, w którym ukrywał przed światem swoją córkę Blankę. Wiedząc o obyczajach króla i szlachty pragnął uchronić dziewczynę przed uwiedzeniem i pozwalał jej wychodzić jedynie na mszę świętą. Szczerze kochająca ojca Blanka cieszy się z jego wizyty, jednak nie mówi mu o tym, że zakochała się w nieznanym jej człowieku, którego widziała właśnie w kościele. Słysząc podejrzane odgłosy na ulicy Trybulet wychodzi z domu, a w tym czasie do ogrodu Blanki wchodzi król. To on widział ją w świątyni i zachwycił się jej urodą. Teraz wyznają sobie miłość i obiecują na zawsze być razem. Tymczasem wraca Trybulet. Król wycofuje się, ale błazna zatrzymuje na ulicy grupa dworzan. Twierdzą oni, że zgodnie z wcześniejszym pomysłem błazna chcą porwać dla władcy panią de Cossé. W rzeczywistości przyszli po Blankę, którą uważają za kochankę Trybuleta. Ma to być zemsta na znienawidzonym, zawsze wyśmiewającym dworaków błaźnie. Podstępem zawiązują oni Trybuletowi opaskę na oczy i uciekają razem z dziewczyną. Dopiero jej krzyk z oddali pozwala mu zrozumieć, że został oszukany.
Następnego dnia na dworze Trybulet odnajduje córkę, jednak dworzanie uniemożliwiają mu wejście do komnaty, w której znajduje się ona razem z księciem. Uwiedziona i zszokowana dziewczyna w końcu ucieka i opowiada ojcu całą historię, co sprawia, iż błazen postanawia okrutnie się zemścić. Prośby Blanki, nadal zakochanej w królu, nie przynoszą rezultatów. Błazen udaje się do Saltabadila z prośbą o dokonanie zabójstwa. Król udaje się do oberży, gdzie czeka na niego siostra zabójcy Maguelonne, kokietując go. Następnie monarcha udaje się na spoczynek, wtedy Saltabadil ma zadać mu śmiertelny cios. Maguelonne prosi jednak o zachowanie przy życiu mężczyzny, który ją zauroczył. Mimo początkowych obiekcji morderca zgadza się zabić zamiast króla przypadkową osobę, która zjawi się jako następna w oberży. Całą scenę obserwuje Blanka, którą ojciec pozostawił pod oknem oberży, by mogła przekonać się, jak niewierny jest Franciszek I. Dziewczyna postanawia jednak poświęcić się za ukochanego. Słysząc rozmowę Saltabadila z siostrą wchodzi do wnętrza i zostaje śmiertelnie ugodzona. Po chwili po obiecane zwłoki króla przybywa Trybulet. Nie otwiera początkowo worka, w którym według słów mordercy ma znajdować się jego ciało, jednak upojony zemstą słyszy nagle wesoły śpiew Franciszka. Wówczas z przerażeniem widzi zabitą Blankę.

## Cechy utworu
Król się bawi jest dramatem romantycznym, nawiązującym do konwencji współczesnego autorowi melodramatu, czego wyrazem jest treść utworu, zawarte w nim nagłe zwroty akcji, dylematy bohaterów i tragiczny finał, jak również tło - kontrast między dworem królewskim a ukrytym domem Blanki, burza towarzysząca finałowemu morderstwu. Istotne było również oddanie realiów epoki. Przygotowując się do napisania dramatu, Hugo przeprowadził studia związane z osobą i epoką Franciszka I, zaglądając nawet do oryginalnych dokumentów z epoki. Ostatecznie jednak bieżące wydarzenia polityczne, przede wszystkim krwawo stłumione powstanie republikanów w Paryżu w 1832, zmieniły charakter dzieła i uczyniły je manifestem antymonarchicznych poglądów autora. Obraz dworu Franciszka I podkreśla rozwiązłość panujących na nim obyczajów, hipokryzję i hedonizm, a także przepaść między zajętym jedynie błahymi rozrywkami środowiskiem dworzan a ludem. Wyrazicielem „natury” tego ostatniego jest Trybulet; autor podkreśla, iż jego cynizm i bezkompromisowość to jedynie nałożona z konieczności maska, wywołana przez zepsute otoczenie. Równie uniwersalny wymiar zostaje nadany tragedii Blanki. Pod względem konstrukcji postaci Trybulet jest jednym z wielu wykreowanych przez Hugo bohaterów odrzuconych przez społeczeństwo, jak np. Quasimodo (do którego błazen jest wyraźnie podobny) lub Jean Valjean.

## Recepcja utworu
W rezultacie swojego antymonarchicznego przesłania sztuka została zakazana w dzień po pierwszym wystawieniu 22 listopada 1832 w Komedii Francuskiej. Duży wpływ na tę decyzję miał również fakt, że na przedstawieniu zebrała się spora grupa młodych ludzi sympatyzujących z republikanami, którzy po wyjściu z teatru śpiewali pieśni rewolucyjne. Hugo bronił się przed zakazem wystawiania dramatu powołując się na uchwalony dwa lata wcześniej zakaz cenzury. Za autorem wstawiała się również dyrekcja Komedii Francuskiej, jednak zrezygnowała z obrony dzieła po podtrzymaniu zakazu wystawionego przez ministra spraw wewnętrznych przez cały rząd.
Hugo zdecydowanie bronił swojego dzieła w przedmowie do wydania drukowanego, wskazując w niej, iż elementy sztuki uznane za niemoralne nie były w rzeczywistości żadnym novum w światowym dramacie. Zarzucił krytyce, że atakowała dramat nie oglądając go (Król się bawi został zawieszony po jednym przedstawieniu). Ostatecznie utwór nadal pozostał zakazany w teatrach, jednak Hugo mógł ogłosić go drukiem. Władze pozwoliły również na wystawienie Rigoletta, opery opartego na jego fabule, jednak zmieniającej imiona bohaterów i przenoszącej akcję dramatu do Mantui. Początkowo Hugo nie był z tego powodu zadowolony, ostatecznie jednak przyznał, że dzieło Verdiego było bardzo udaną adaptacją jego utworu.
Król się bawi, zabroniony we Francji, był swobodnie i z powodzeniem tłumaczony na inne języki i wystawiany. Szczególną sławę zyskał w Stanach Zjednoczonych jako Zemsta błazna. Tymczasem cofnięcie zakazu nałożonego przez francuski rząd nastąpiło dopiero w 1882.